# Яндобинская волость
Яндобинская волость — административная единица в составе Курмышского уезда Нижегородской губернии (до 1781 года), и Ядринского уезда Казанской губернии (1-я пол. XIX). Волостной центр — деревня Большие Яндобы (ныне Яндоба).
Ныне территория Аликовского и Вурнарского муниципальных округов Чувашской Республики.

## История
В период вхождения волости в Курмышский уезд по данным II ревизии 1747 г. в волости числились населённые пункты:
| Название               | Совр. название     | Совр. расположение |
| ---------------------- | ------------------ | ------------------ |
| деревня Шерашева       | Шерашево           | Аликовский         |
| деревня Таутова        | Таутово            | Аликовский         |
| деревня Альменева      | Альменево          | Вурнарский         |
| деревня Карачура       | Верхние Карачуры   | Вурнарский         |
| деревня Елышева        | Нижние Ёлыши       | Аликовский         |
| деревня Большие Яндобы | Яндоба             | Аликовский         |
| деревня Малые Яндобы   | ныне не существует |                    |